# Wooden Heart
«Wooden Heart» («Muss i denn») — песня Элвиса Пресли из кинофильма 1960 года «Солдатский блюз» (англ. G.I. Blues) с его участием. Тогда же вышла на его альбоме-саундтреке к этому фильму.
В Великобритании песня была издана в 1961 году как сингл. Тот поднялся на вершину британского национального чарта (UK Singles Chart), проведя в марте—апреле на 1 месте семь недель.
В США же эта песня Пресли отдельным синглом не вышла. Только тремя годами позже, в ноябре 1964 года, её поместили на обратную сторону (сторону Б) сингла с песней «Blue Christmas».
Но в чарты она всё же в США в 1961 году попала. Просто в другом исполнении. Потому что её перепел и в этой своей китчевой версии издал как сингл Джо Дауэлл. В конце августа 1961 года он поднялся с ней на 1 место чарта Billboard Hot 100. Кроме того, в том же журнале «Билболд» его версия провела три недели на 1 месте чарта Easy Listening (теперь называющегося Hot Adult Contemporary Tracks).

## Список композиций
7" (45 об/мин) (США, ноябрь 1964, RCA 447-0720)
А. «Blue Christmas»
B. «Wooden Heart»,